# Robert Louis-Dreyfus
Vous lisez un « bon article » labellisé en 2010.
Pour les articles homonymes, voir Dreyfus, Louis-Dreyfus et RLD.
Robert Louis-Dreyfus, parfois abrégé RLD, né le 14 juin 1946 dans le 8e arrondissement de Paris et mort le 4 juillet 2009 à Zurich, est un homme d'affaires et milliardaire franco-suisse. Il est surtout connu pour ses activités dans la téléphonie et le football.
Héritier de la famille Dreyfus qui a fondé un prospère groupe familial dans le négoce et le transport maritime, le Groupe Louis-Dreyfus, Robert Louis-Dreyfus réussit brillamment dans les affaires. Après avoir échoué au baccalauréat, RLD est accepté à Harvard. Diplômé de cette université, il investit de l'argent remporté au poker dans l'entreprise IMS Health. Il quitte l'entreprise avec une somme importante et sa réputation récemment acquise le mène à la tête de Saatchi and Saatchi. Il participe au redressement de l'entreprise puis est appelé à la tête d'Adidas. Avec RLD à sa tête, Adidas devient le principal concurrent de Nike sur le marché des équipementiers sportifs. Il s'investit ensuite dans LDCom grâce à Jacques Veyrat.
Fortune faite, RLD devient en 2007, le principal actionnaire et dirigeant du groupe familial. Passionné de sport, il s'implique dans le football en devenant l'actionnaire principal de l'Olympique de Marseille en 1996 puis en 1997 du Standard de Liège. Comme dirigeant, RLD remporte deux titres de champion de Belgique avec le Standard mais aucun titre majeur avec l'OM. Il meurt à 63 ans des suites d'une leucémie.

## Biographie

### Naissance, jeunesse et études
Robert Louis-Dreyfus naît le 14 juin 1946 au 8, rue de l’Élysée dans le 8e arrondissement de Paris d'un père juif et une mère catholique. Il est l'héritier de la riche famille Louis-Dreyfus.

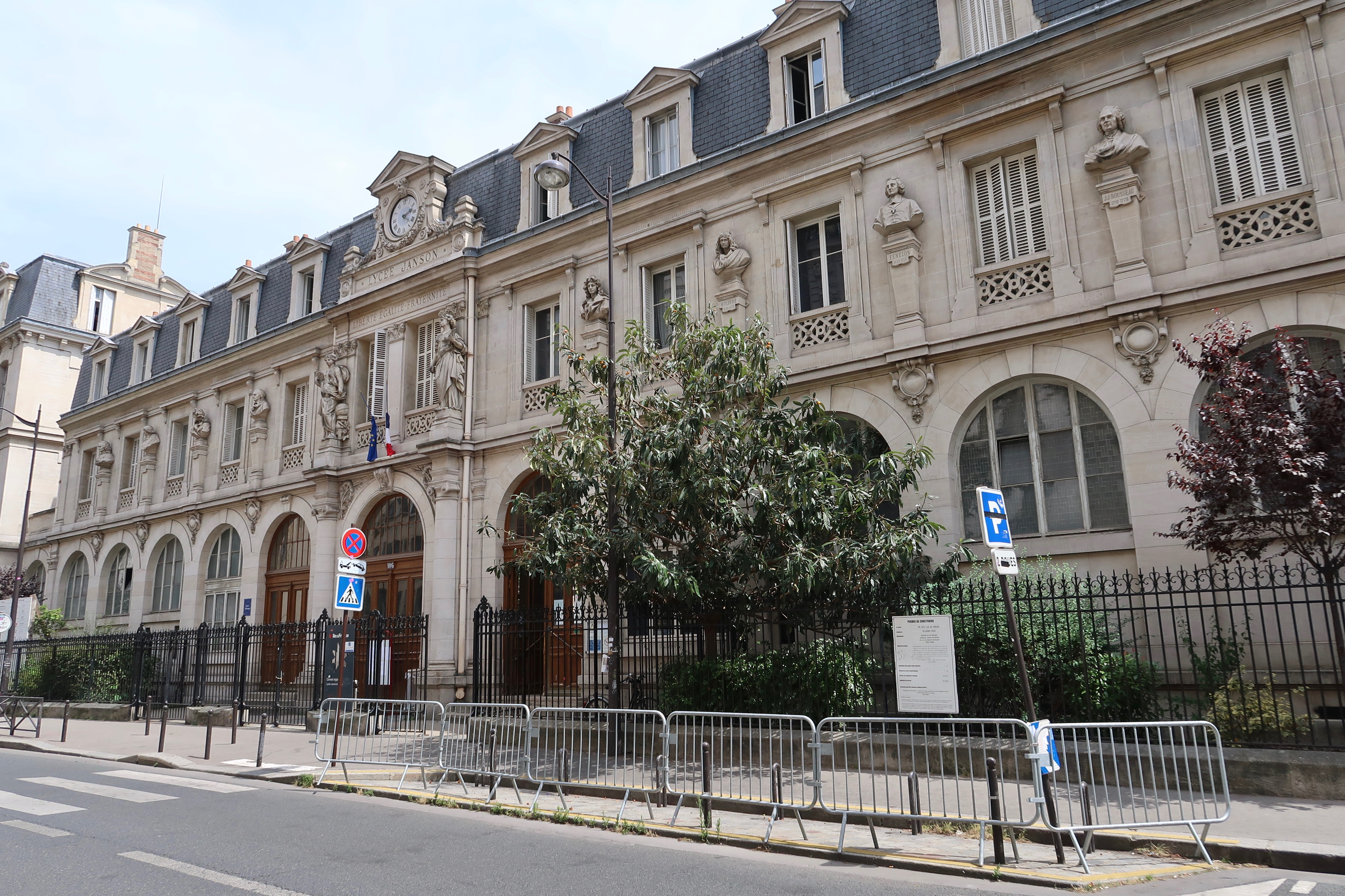
Robert Louis-Dreyfus est élève au lycée Janson-de-Sailly.

Élevé par une nurse anglaise, Robert Louis-Dreyfus est protégé dans un cocon. Il est inscrit au cours Hattemer, premier cours par correspondance créé en France. La première rupture est sa rentrée au lycée Marcel-Roby de Saint-Germain-en-Laye. D'abord, Louis-Dreyfus n'est pas accepté par ses camarades ; il le devient en faisant le pitre. RLD change de lycée à 16 ans et entre au lycée Janson-de-Sailly. Il y apprend à jouer aux cartes, au poker en particulier, et y joue tout au long de l'année. Il échoue deux fois au baccalauréat.
En 1966, à vingt ans, Robert Louis-Dreyfus rentre à l'École des cadres, forcé par ses parents. Au début du mois de juin 1967, il s'engage dans les rangs de l'armée israélienne. Il prend le bateau à Venise le 9 juin et arrive deux jours plus tard en Israël, le lendemain de la guerre des Six jours. Il passe quatre mois dans un kibboutz. Grâce à cette école, il fait un stage de neuf mois en 1968 à Londres dans la banque Warburg.
Pendant ses années de jeunesse, Robert Louis-Dreyfus passe ses nuits à jouer au poker, Robert Louis-Dreyfus devient un bon joueur, et gagne au jeu entre trois et cinq mille francs par mois. Il se paie sa première voiture à 18 ans, et devient de plus en plus indépendant. S'il joue contre des flambeurs à Paris, il joue à Londres contre des gens très riches : les sommes gagnées sont nettement plus importantes. Il estime avoir gagné entre 450 000 et 500 000 dollars entre l'âge de 16 et de 22 ans. Cela constitue le début de sa fortune.
N'ayant pas été reçu au baccalauréat, Robert Louis-Dreyfus apprend de Nathaniel de Rothschild et Thierry Lovenbach, deux amis d'enfance, en 1970 qu'il peut entrer à la Harvard Business School en remplissant un dossier, réussissant un test d'intelligence et à exposer un projet personnel. Il obtient 813 sur 850 au test et décrit son passage dans un kibboutz israélien qui séduit le jury. Il est admis et paie ses études avec ses gains au poker, refusant l'aide de ses parents. Durant ses études, il fait de nombreuses rencontres parmi lesquelles David Dubow, patron d'IMS. Au printemps 1973, il devient titulaire d'un MBA.

### Découverte du monde des affaires et du groupe familial

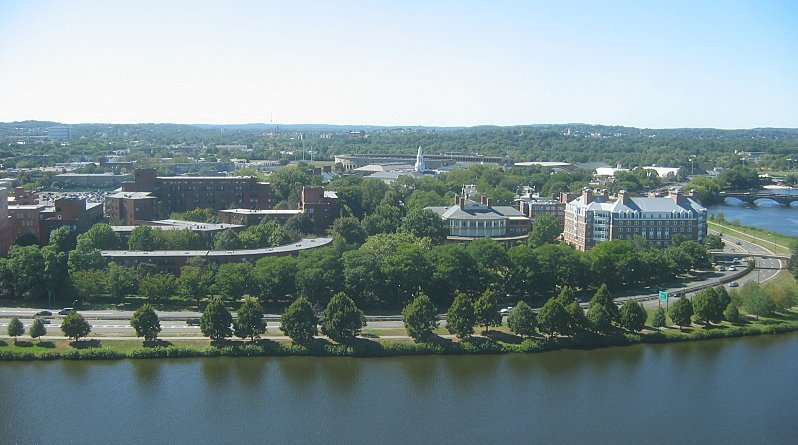
Il obtient un MBA à la Harvard Business School.

La première expérience professionnelle de Robert Louis-Dreyfus est un stage de neuf mois effectué chez la banque SG Warburg (en). Son patron, Sigmund Warburg, accepte Robert Louis-Dreyfus parce qu'il connaît son père. Il gagne 80 livres sterling par mois. Il y travaille sept jours sur sept. Robert Louis-Dreyfus apprend les montages financiers.
Après ce stage, il retourne à ses études et obtient le diplôme MBA de la Harvard Business School. Il décide de prendre des vacances avec trois amis rencontrés pendant ses études aux États-Unis. L'un d'eux sait piloter un avion et persuade les autres d'investir et d'acheter un Twin Comanche. Le périple part de Boston le 20 mai 1973. Le groupe passe par le Mexique, le Guatemala, le Costa Rica, le Pérou, le Chili, l'Argentine, le Brésil, et d'autres pays de l'Amérique du Sud.
En 1973, malgré une offre d'embauche de la banque Goldman Sachs, Robert Louis-Dreyfus choisit de rentrer dans le groupe familial, le groupe Louis-Dreyfus, fortement influencé par son père. Il est envoyé dans une huilerie brésilienne en difficulté et la redresse. Bien qu'il montre des résultats, on ne lui donne pas de hautes responsabilités. Il est demandé par les dirigeants de Guyomarc'h mais la famille Louis-Dreyfus lui demande d'attendre encore avant d'être patron. À 34 ans, il souhaite accéder au statut de chef d'entreprise rapidement et décide donc de quitter le groupe Louis-Dreyfus.

### À la tête de différentes entreprises

#### IMS Health
En novembre 1977, David Dubow invite Robert Louis-Dreyfus à siéger au conseil d'administration de l'entreprise IMS Health. Il s'agit d'une société d'études pharmaceutiques aux États-Unis. Le fond Warburg Pincus projette alors de lancer une offre publique d'achat (OPA) sur la société en proposant 30 % de plus que la valeur des titres aux actionnaires pour le rachat de leurs titres. Louis-Dreyfus conseille alors à David Dubow de démontrer que le potentiel de valorisation des titres est supérieur à celui d'une vente immédiate. La tentative d'OPA échoue. Trois ans plus tard, alors que la santé de Dubow se dégrade, il décide de nommer Louis-Dreyfus numéro deux de l'entreprise et d'en faire le successeur désigné à la tête de l'entreprise. Il lui offre un salaire d'un million de dollars par an. RLD accepte le poste et investit ses économies dans l'entreprise. Avec ses gains au poker et ses revenus de placements en Bourse, il investit un million de dollars pour prendre un peu plus de 1 % du capital de l'entreprise. Il a de nombreuses stock options grâce à sa place dans l'entreprise. Il continue à investir jusqu'à détenir 4,9 % du capital de la société deux ans après sa nomination. Il prend le contrôle de la société en 1982 à la mort de David Dubow. L'entreprise devient une multinationale, le chiffre d'affaires passe de 170 millions à plus d'un milliard de dollars et l'entreprise s'installe dans trente nouveaux pays. De 80 millions en 1981, la capitalisation est passée à 1,8 milliard de dollars à la fin des années 1980. Le jeune patron et son équipe décident alors de vendre l'entreprise. En 1988, Robert Louis-Dreyfus cède l'entreprise à Dun & Bradstreet pour 38 dollars par actions. RLD dépose une centaine de millions de dollars en banque et part en vacances en Chine.

#### Saatchi and Saatchi

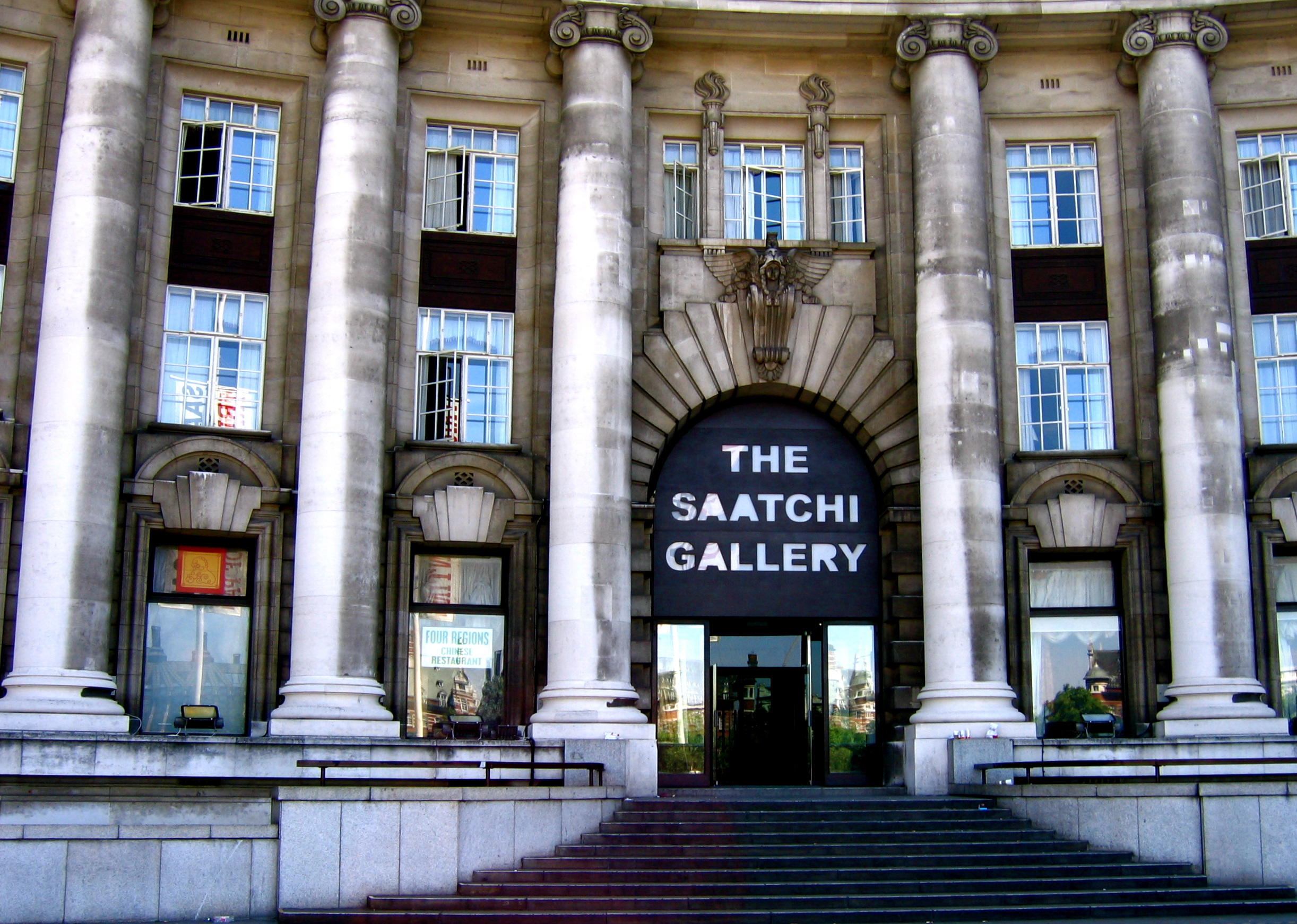
Galerie Saatchi, ici en 2005 à Londres

En 1989, les frères Saatchi, Charles et Maurice proposent à Robert Louis-Dreyfus de diriger l'agence de publicité Saatchi and Saatchi à Londres. L'entreprise est endettée à hauteur de plus de 500 millions de dollars. Louis-Dreyfus demande et obtient les pleins pouvoirs, avec cinq des huit sièges du conseil d'administration. Il entre en fonction en janvier 1990 avec une équipe composée principalement de Charles Scott, Tom Russel et Theodore Lewitt. L'état des finances de Saatchi and Saatchi est désastreux. Louis-Dreyfus doit restructurer la société et économiser partout afin de rembourser les créanciers. Peu après son arrivée dans l'entreprise, il divise par quatre son salaire. Il en fait de même avec le salaire des frères Saatchi qu'il réduit d'un tiers. Cependant, les actions de l'entreprise britannique continuent de perdre de la valeur. Le contexte international et du secteur publicitaire est peu favorable à la reprise. Robert Louis-Dreyfus commence par chasser les dépenses inutiles au fonctionnement de l'entreprise. Il décide ensuite de vendre les tableaux de la galerie Charlotte Street, récupérant quinze millions de dollars, et une grande partie de la collection de voitures des frères Saatchi. Il décide de remercier 800 salariés et de regrouper tous les autres à Charlotte Street.
Robert Louis-Dreyfus et son équipe négocient ensuite une restructuration de la dette. Les objectifs sont remplis et l'entreprise est réorganisée. En juin 1992, RLD annonce lors du conseil d'administration qu'il quitte le groupe un an plus tard. Il impose Charles Scott comme son successeur.

#### Adidas
En 1993, Robert Louis-Dreyfus rachète l'équipementier allemand Adidas via un montage financier du Crédit lyonnais (ce montage a donné lieu à un très long feuilleton judiciaire connu sous le nom Affaire Tapie-Crédit lyonnais). Le secteur est alors dominé par Nike et Reebok. RLD effectue des recrutements et promeut certains employés du groupe comme Herbert Hainer et Erich Stamminger qui sont invités à la direction du groupe. L'anglais est instauré à l'intérieur du siège social. Mais Robert Louis-Dreyfus décide aussi de changer de producteurs asiatiques et de sous traiter au maximum comme le font ses deux principaux concurrents. Il ferme alors dix sites de production de textiles et quinze usines de fabrication de chaussures, passant les effectifs de 10 000 à 6 000 salariés. La marge[Laquelle ?] et la rentabilité augmentent. RLD a alors l'idée de relancer d'anciens succès de la marque en attendant la production de nouveaux produits. La « Gazelle » devient le nouveau succès de la marque et permet à celle-ci de pouvoir investir dans le marketing. Adidas réalise cinq spots publicitaires avec le slogan « We knew then, we know now » inventé par Louis-Dreyfus. Adidas se bat alors pour avoir une équipe de sportifs portant les couleurs de la marque. Le groupe met en avant des stars du passé comme Mohamed Ali et Emil Zátopek. Adidas renouvelle les contrats de Michel Platini et Franz Beckenbauer et signe des contrats avec David Beckham et Zinédine Zidane pour le football, Kobe Bryant dans le basket-ball.
En novembre 1995, l'entreprise Adidas est introduite en bourse. Elle dégage alors des bénéfices, 500 millions de francs en 1994, 800 millions en 1995. L'entrée en bourse permet à l'entreprise allemande de rembourser le Crédit lyonnais pour plus de cinq milliards de francs. Les titres sont très prisés. La capitalisation boursière d'Adidas est de 20 milliards d'euros deux années après son entrée en bourse. Robert Louis-Dreyfus a une participation de 4,9 % jusqu'à son retrait en 2001. Les titres ont ensuite été transférés à ses enfants. Le redressement financier est réussi, d'autant plus que les sportifs équipés d'équipements Adidas remportent 220 médailles aux Jeux olympiques d'Atlanta dont 70 en or. En 1998, l'équipe de France de football devient championne du monde avec les maillots Adidas.
En 1997, Adidas achète pour huit milliards de francs le groupe savoyard Salomon, diversifiant ses produits notamment avec le ski, le golf et le vélo. L'intégration de Salomon est difficile et les bénéfices baissent, même si Adidas passe devant Reebok.
En 2001, il quitte son poste et laisse les commandes à Herbert Hainer.

#### De LDCom à Neuf Cegetel
Le Groupe Louis-Dreyfus crée en 1998 l'opérateur LDCom, afin de concurrencer France Télécom dans le déploiement de fibres noires. La société pose des fibres noires pour lui-même et signe un contrat avec Voies Navigables de France afin de mettre les câbles dans les rivières. LDCom devient alors un opérateur d'opérateurs. Robert Louis-Dreyfus décide de ne pas mettre l'entreprise en bourse après des difficultés pour y entrer. La bourse est touchée par la bulle Internet. La crise des nouvelles technologies provoquant des défaillances parmi les clients de LDCom, une politique de rachat d'entreprises en difficulté est initiée. UPC, Kertel, Kaptech, Firstmark, Belgacom France, sont rachetés tour à tour et les acquisitions permettent à LDCom de devenir un des géants du marché. Ainsi, en 2002, il acquiert la société 9 Télécom, filiale de Telecom Italia qui souhaite se désengager du marché français. LDCom voit un avenir dans le développement des offres sur ADSL, sur le modèle de Free. LDCom devient le troisième opérateur de téléphonie fixe français avec les 672 000 clients qu'il récupère lors de cette acquisition. LDCom profite de la réputation de Robert Louis-Dreyfus qui traite directement avec les intéressés. En 2005, il fusionne Neuf avec Cegetel pour former Neuf Cegetel, faisant de l'entreprise le troisième FAI en nombre d'abonnés. En 2007, il siège à son conseil d'administration. À la suite du rachat de Club Internet, la société devient le deuxième FAI français. Cette société est vendue à SFR en 2008.

#### Groupe Louis-Dreyfus
À la fin de l'année 2004, Robert Louis-Dreyfus revient dans le groupe familial et en prend les commandes. Cependant, il n'est nommé président du groupe que le 1er mars 2006. Le 18 juillet 2007, il était devenu actionnaire de référence du groupe familial avec une participation comprise entre 51 et 55 % pour 1,5 milliard d'euros. Il en devient aussi le principal dirigeant.
Robert Louis-Dreyfus choisit de ne pas être payé pour effectuer une mission de transition. Il restructure le groupe à Genève, ville majeure du négoce européen et bénéficiant d'avantages fiscaux. Louis-Dreyfus choisit de se séparer de certaines activités du groupe, notamment des activités industrielles. Le groupe cède également des actifs immobiliers comme l'hôtel Four Seasons de Las Vegas. Il installe ces facteurs de production dans les pays où les coûts de production sont les moins élevés.
Il doit également construire un nouveau système de gestion du groupe. Si la maison appartient à sept héritiers, ces derniers vont se multiplier alors que le groupe reste une entreprise familiale. En février 2006, Robert Louis-Dreyfus pense à racheter le groupe familial. À la fin de l'année 2006, il propose un schéma de rachat aux héritiers du groupe, réalisé à l'aide de la banque Lazard. La proposition est le rachat de 70 % du capital du groupe via un trust de droit étranger qui distribue des dividendes à ses actionnaires qui ont l'interdiction de s'en séparer pendant une période de 99 ans.
Dès 2007, Robert Louis-Dreyfus désigne Jacques Veyrat comme son successeur à la tête du Groupe Louis-Dreyfus. Comme annoncé, Jacques Veyrat reste à la tête du groupe après le décès de Robert Louis-Dreyfus.

### Dans le monde du football

#### Olympique de Marseille

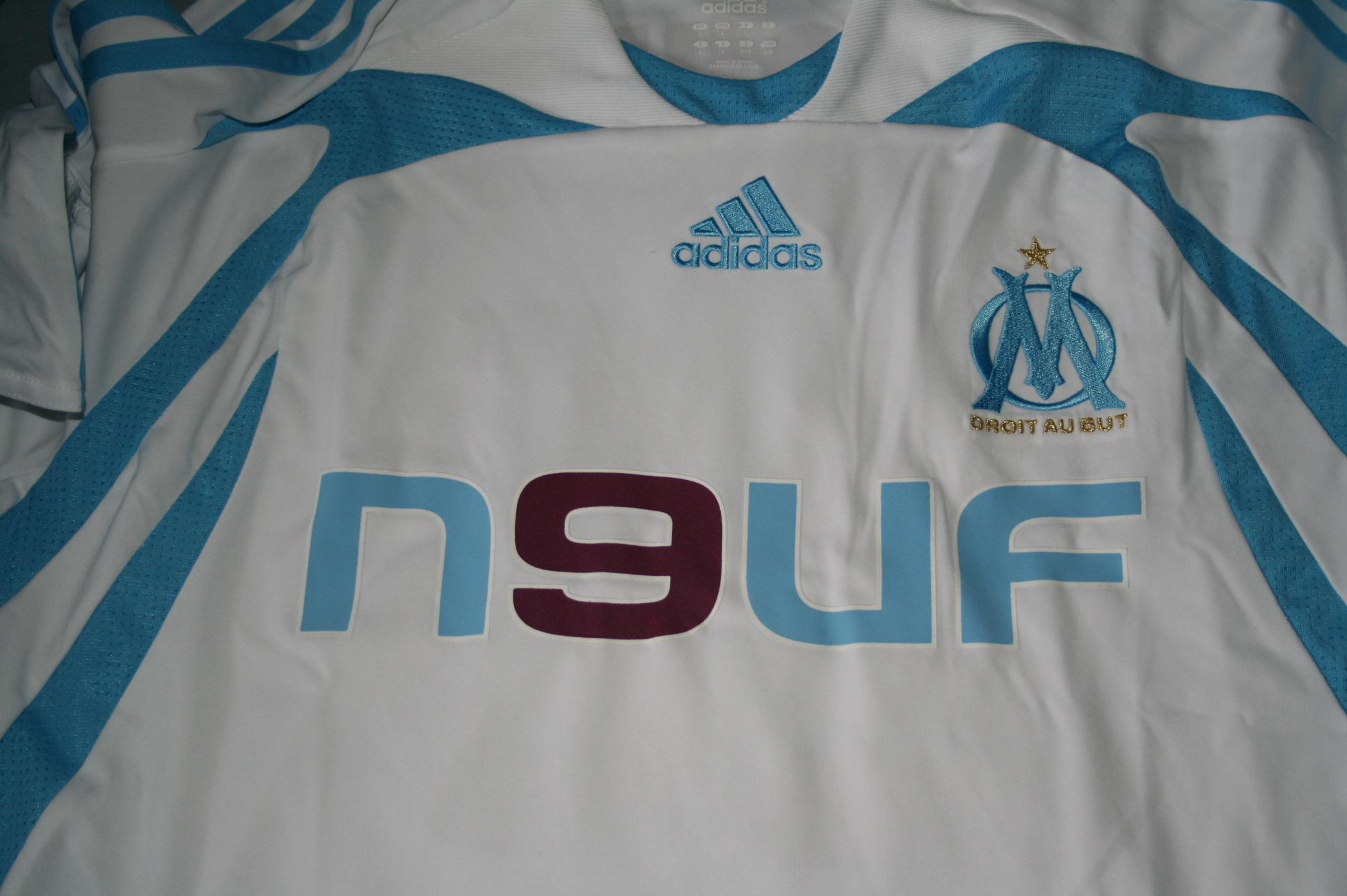
Neuf Telecom, dont RLD est actionnaire majoritaire, sur le maillot de l'Olympique de Marseille

En marge de ses activités professionnelles, Robert Louis-Dreyfus s'est intéressé activement au monde du football.
RLD est d'abord intéressé par la présidence de l'AS Saint-Étienne. Sous les conseils d'Alain Prost, il est candidat au début des années 1990 mais des sponsors locaux et la famille Guichard s'y opposent.
En décembre 1996, il est appelé par la mairie de Marseille pour devenir l'actionnaire principal et mécène de l'Olympique de Marseille. Le 14 décembre 1996, Robert Louis-Dreyfus devient président du club phocéen. Outre la passion de Louis-Dreyfus pour le football, ce rachat rentre dans une stratégie économique : le président d'Adidas veut contrer les prétentions de Nike dans ce sport « pour conserver le leadership, en gardant l'équipe nationale et au moins un club mythique dans chaque pays ».
L'Olympique de Marseille recrute alors des joueurs comme Laurent Blanc, Christophe Dugarry, Robert Pirès et Fabrizio Ravanelli. Le club termine quatrième du championnat et se qualifie pour la Coupe UEFA 1998-1999. Lors de la saison 1998-1999, l'OM entraîné par Rolland Courbis termine deuxième du championnat juste derrière Bordeaux. Le club retrouve les sommets du football européen en se hissant jusqu'en finale de la Coupe UEFA qu'il perd 0-3 contre le Parme AC.
Parti aux États-Unis pour soigner sa leucémie, Robert Louis-Dreyfus délègue la présidence. Après avoir évité deux fois consécutivement la descente sportive en deuxième division, le club frôle la relégation administrative par la Direction nationale du contrôle de gestion en juin 2001, mais Robert Louis-Dreyfus comble le déficit. Se montrant distant, le club plonge dans des querelles internes, que ce soit entre Bernard Tapie et Pierre Dubiton au début des années 2000 ou entre Pape Diouf et Vincent Labrune à l'été 2009. De plus, dix-neuf changements d'entraîneurs s'effectuent durant l'ère RLD. L'affaire des comptes du club est le symbole de cette gestion distante du club. RLD est condamné pour « abus de biens sociaux » à trois ans de prison avec sursis et à 375 000 euros d'amende en juin 2006. Un premier appel auprès de la Cour d'Aix-en-Provence a vu, quelques mois plus tard, cette peine réduite à dix mois de prison, toujours avec sursis. Le rejet du pourvoi en cassation de cette condamnation le 22 octobre 2008 entérine ainsi ce jugement.
Cette gestion par l'homme d'affaires qui a investi environ 200 millions d'euros dans le club, est vivement critiquée par les supporters olympiens, qui veulent son départ, certains allant jusqu'à l'insulter dans les travées du Stade Vélodrome.

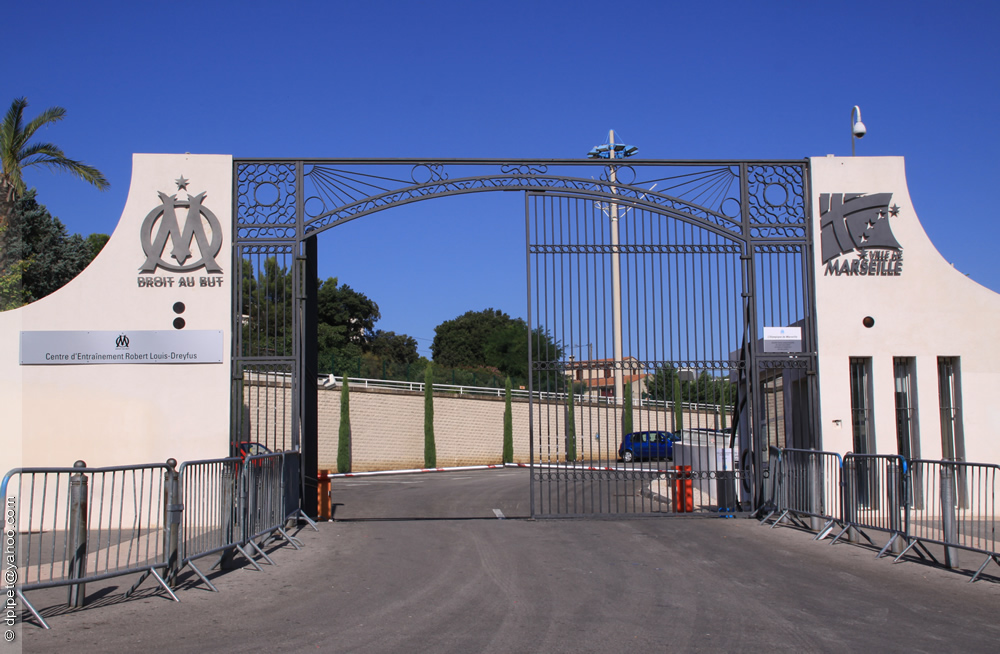
Entrée du Centre d'entraînement Robert Louis-Dreyfus

Lassé, RLD veut vendre le club. Le 16 janvier 2007, l'Olympique de Marseille annonce le début du processus de vente du club à Jack Kachkar, un homme d'affaires canadien d'origine arménienne et PDG d'Inyx Inc., une société de produits pharmaceutiques basée à New York. Kachkar aurait mis environ 115 millions d'euros
 sur la table. Le 1er mars 2007, Jack Kachkar annonce qu'il a officiellement racheté l'OM à Robert-Louis Dreyfus.
Toutefois, quelques jours plus tard, des journalistes rapportent que Kachkar aurait du mal à réunir les fonds nécessaires au rachat du club phocéen. RLD, lassé par les nombreux délais demandés par Jack Kachkar et ne croyant plus aux futurs investissements promis pour assurer la pérennité de l'OM, décide ne plus vendre le club.
Le 2 juillet 2008, Louis-Dreyfus suspend la vente et rejette une offre de 100 millions d'euros venant d'investisseurs de Dubaï, présentant pourtant la « transparence nécessaire sur la provenance des fonds », et monte le prix de vente à 200 millions d'euros, enthousiasmé par le renouveau sportif du club et par sa santé financière retrouvée sous la présidence de Pape Diouf.
En tant qu'actionnaire principal de l'Olympique de Marseille, Robert Louis-Dreyfus n'a gagné qu'un titre, la Coupe Intertoto 2005. Sur le plan national, le club échoue deux fois en finale de la Coupe de France en 2006 et 2007. En championnat, le club sponsorisé par Neuf Telecom puis Direct Énergie, deux entreprises sous le contrôle de l'homme d'affaires, ne fait pas mieux que vice-champion de France en 1999, 2007 et 2009. Sous son contrôle, l'OM est deux fois finaliste de la Coupe UEFA mais échoue lors des deux finales en 1999 et 2004.
Après son décès, l'Olympique de Marseille annonce que le centre d'entraînement de l'OM, anciennement appelé « La Commanderie », est renommé « Centre d'entraînement Robert Louis-Dreyfus ». Son épouse Margarita lui succède à la tête d'Éric Soccer, société anonyme qui contrôle l'Olympique de Marseille. Elle devient le nouvel actionnaire du club et annonce dans plusieurs médias vouloir poursuivre l'œuvre de son mari dans le club marseillais,.
La saison suivant son décès, l'Olympique de Marseille remporte deux trophées, la Coupe de la Ligue et le championnat de France. Après la fin de la rencontre de championnat contre Rennes, qui permet à l'OM d'être assuré de soulever le trophée, les supporters marseillais scandent le nom de RLD. Les dirigeants d'OM lui rendent hommage ainsi que Frédéric Thiriez, le président de la Ligue de football professionnel,.

#### Standard de Liège

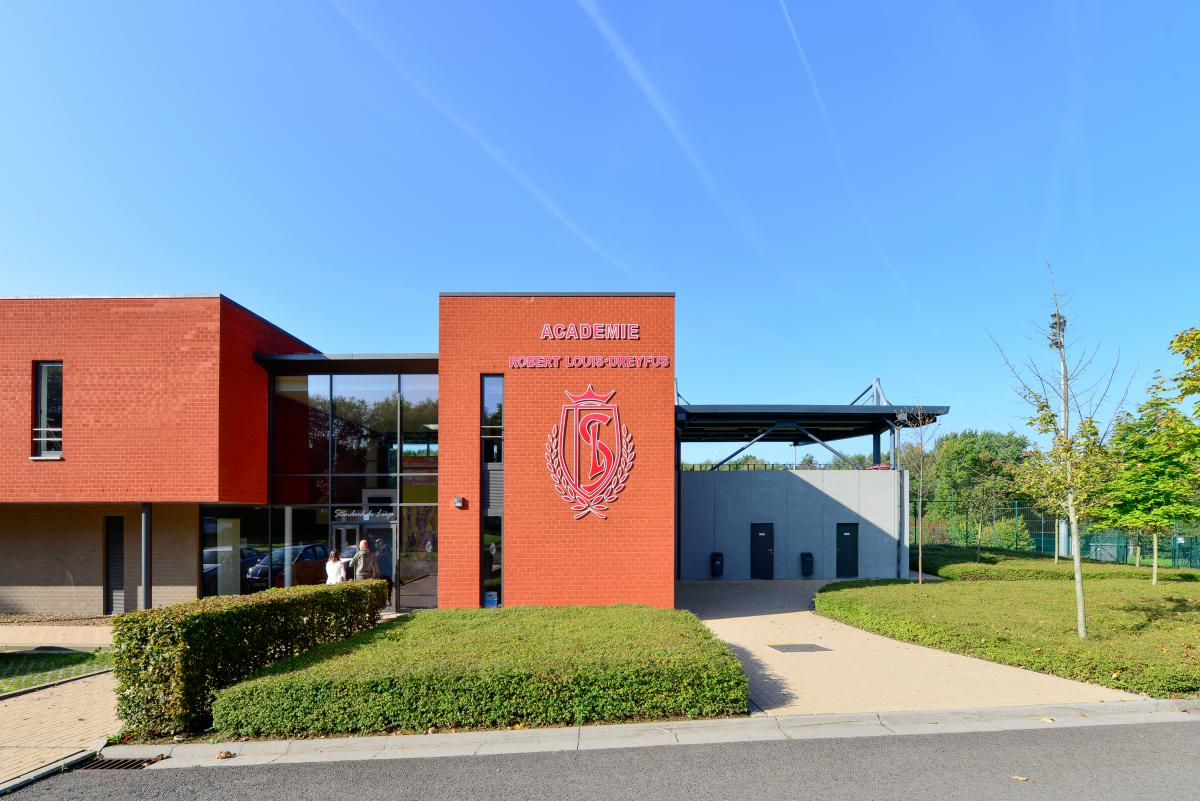
Entrée de l'académie Robert Louis-Dreyfus

Robert Louis-Dreyfus devient administrateur et actionnaire du Standard de Liège en 1998, sur insistance de Luciano D’Onofrio. Avec le club belge, il remporte ses premiers trophées dans le monde du football avec le titre de champion de Belgique en avril 2008. Le club conserve son titre en mai 2009 après un barrage contre Anderlecht. Le club est aussi vice-champion en 2006. Tout comme avec l'Olympique de Marseille, Robert Louis-Dreyfus n'a pas eu l'honneur de participer au sacre de l'équipe belge en coupe nationale, perdant trois fois en finale de la coupe de Belgique en 1999, 2000 et 2007. Il a néanmoins vu le club soulever la Supercoupe de Belgique en 2008. Robert Louis-Dreyfus quitte son poste d'administrateur du club belge en 2009, quelques semaines avant de mourir. Lors de son passage à l'administration du club et comme actionnaire, RLD investit 24,7 millions d'euros dans le Standard de Liège.
Le centre d'entraînement et de formation du Standard de Liège est baptisé « Académie Robert Louis-Dreyfus » le 1er juillet 2007,.

## Vie privée

### Famille

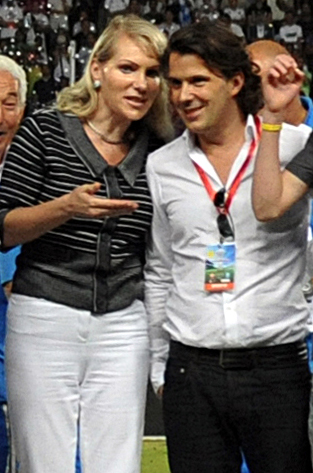
Sa femme Margarita Louis-Dreyfus avec son ancien conseiller en communication Vincent Labrune, en 2011.

Robert Louis-Dreyfus est le troisième et dernier enfant de l'union de Jean et Jeanne Louis-Dreyfus, Monique et Colette sont ses aînées de six et quatre ans respectivement. Unique garçon de la famille, Robert est destiné à devenir l'héritier du groupe familial. Français d'origine, il possède aussi la nationalité suisse depuis 1995 où il réside depuis plusieurs années pour des raisons fiscales. Il est un cousin de l'actrice Julia Louis-Dreyfus.

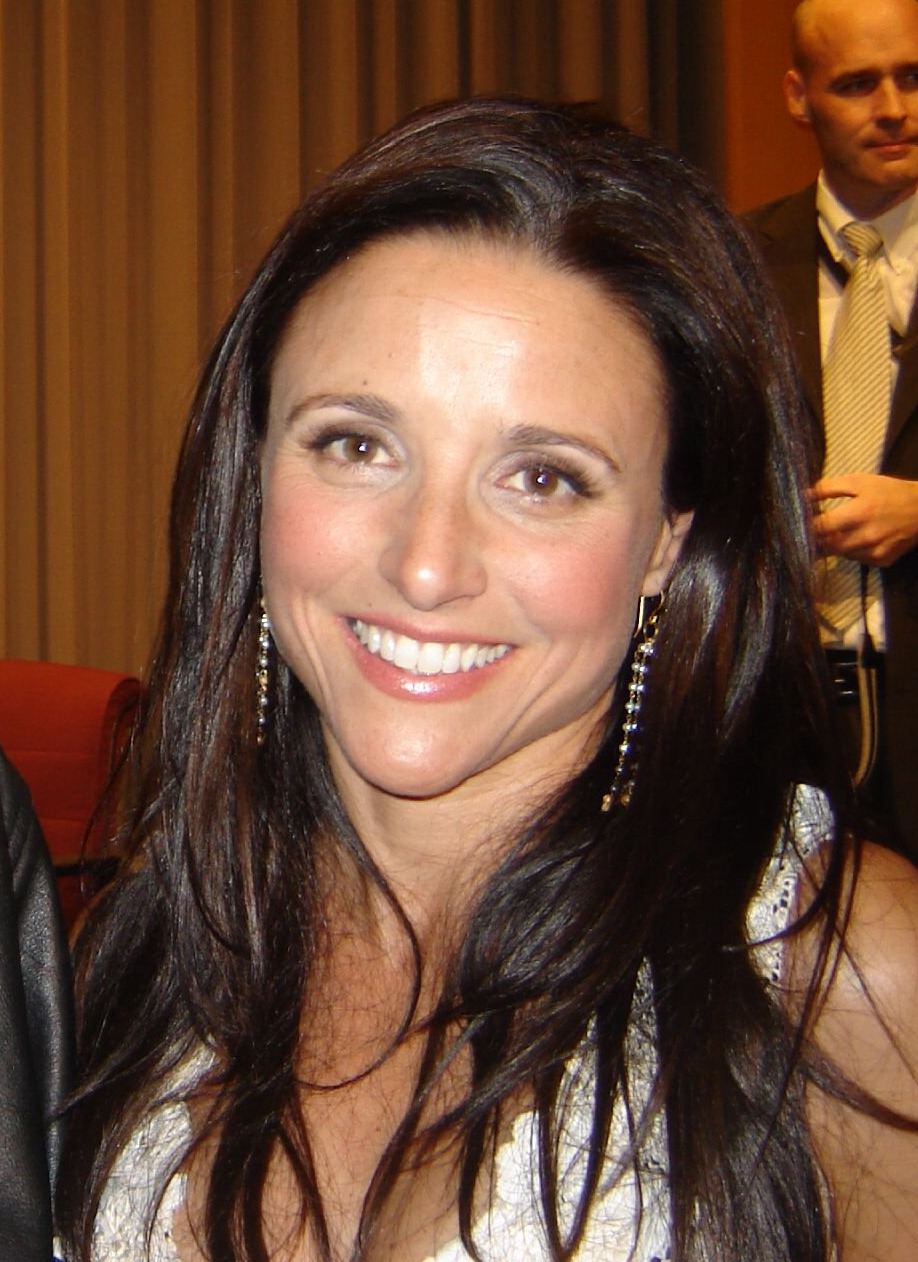
L'actrice Julia Louis-Dreyfus, cousine de RLD

Le 15 mai 1992, Robert Louis-Dreyfus se marie une seconde fois, avec Margarita Bogdanova, jeune femme d'origine russe qu'il a rencontrée en 1990 dans un avion entre Zurich et Londres. De cette relation, il a trois fils (Éric, né en 1992 et des jumeaux Maurice et Kyril, nés en 1998).

### Maladie
À la fin des années 1990, Robert-Louis-Dreyfus apprend qu'il est atteint d'une leucémie. Il est soigné à Boston tous les mois avec l'aide d'une équipe médicale de Houston.
Pendant l'été de l'année 2007, RLD perd l'usage de son bras et est paralysé. Après des examens à la clinique de Lugano, les médecins découvrent qu'il s'agit du virus JC, et non d'une aggravation de la leucémie qui l'atteint. Robert Louis-Dreyfus est alors soigné par son épouse Margarita. Fin octobre 2007, il est transféré à l'Hôpital américain de Paris à la suite d'une crise d'épilepsie. Il retourne à Zurich entièrement paralysé sauf de la tête. Sa santé s'améliore en début d'année 2008, au début de l'été de cette même année, le virus se rendort. RLD doit alors effectuer une greffe pour combattre sa leucémie. À la suite d'une opération de la rate, Louis-Dreyfus est victime d'hémorragies. RLD est entre la vie et la mort. Il retrouve des forces à l'automne 2008. Début janvier 2009, il effectue la greffe nécessaire dans une chambre stérile à Tel-Aviv. Le virus se réveille pendant le mois de mai. Robert Louis-Dreyfus meurt le 4 juillet 2009 à Zurich,.

### Fortune
Robert Louis-Dreyfus est classé 77e fortune de Suisse en décembre 2008, avec des biens évalués à 1,15 milliard d'euros. Il a fondé sa fortune sur les plus-values réalisées lors des ventes des entreprises qu'il a détenues, sur ses salaires et sur le placement de capitaux en bourse, notamment entre 1988 et 1998. Avant sa mort, RLD a choisi de réaliser un montage financier pour que sa femme et ses enfants perçoivent chacun des dividendes mais qu'aucune vente de titres ne soit possible durant les 99 années après sa mort,.

## Postérité
Avant la rencontre du 30 août 2009 opposant l'Olympique de Marseille aux Girondins de Bordeaux, le monde du football rend hommage à Robert Louis-Dreyfus. Une banderole représentant Robert Louis-Dreyfus avec le message « Merci » est posée sur le rond central. Un film avec des témoignages de personnalités du club marseillais (Didier Drogba, Franck Ribéry, Laurent Blanc, Mamadou Niang, Robert Pirès, Samir Nasri, Didier Deschamps, Pape Diouf) est diffusé sur les grands écrans du stade avant que le speaker appelle les spectateurs à applaudir en son hommage. Les supporteurs ont rendu hommage avec un tifo « Merci à un homme qui a œuvré pour l'OM » déployé dans la tribune Ganay du stade Vélodrome. Pendant le match contre Bordeaux, le maillot des joueurs olympiens est noir et blanc et il est inscrit dessus « Merci RLD ».
En 2016, il est cité dans l'affaire des Panama Papers pour être l'actionnaire de plusieurs sociétés extraterritoriales basées aux Îles Vierges britanniques : United in Sports Parallel I GP Limited, créée en 2007, et UIS RLD 2 Limited, créée en 2009 soit un mois avant son décès. Il est alors accusé d'avoir voulu cacher son héritage au fisc.